# Soul Coughing
Soul Coughing est un groupe de rock alternatif américain originaire de New York, influencé par le jazz, le hip-hop mais aussi la musique électronique.
Soul Coughing propose une musique qui a pour base un groove créé par la basse et la batterie sur lequel viennent s'ajouter la guitare et des samples. On retrouve dans les morceaux de Soul Coughing des extraits des Andrews Sisters, de Howlin' Wolf ou de Toots and the Maytals.

## Composition du groupe
- Mike Doughty (en) : chant et guitare
- Mark Degli Antoni (en) : claviers et sampler
- Sebastian Steinberg (en) : contrebasse
- Yuval Gabay (en) : batterie

## Discographie
- Ruby Vroom, 1994.
- Irresistible Bliss, 1996.
- El Oso, 1998.

Soul Coughing a aussi participé à la BO de la série X-Files sur l'album Songs In The Key Of X avec un titre Unmarked Helicopter et du film The X-Files, le film : Combattre le futur avec le titre 16 Horses.